# Android TV
是Google推出的專為数字媒体播放器（例如数字电视机）所設計之Android分支版本。它提供一套以内容发现、语音搜索为特色的用户界面，能够整合来自不同媒体服务和应用的内容，并能够与Google的其他产品联动，例如Google智能助理、Google Cast、Google知识图谱。
Android TV发布于2014年6月。同年11月谷歌与华硕合作推出首款使用Android TV系统的数字媒体播放器Nexus Player。松下、索尼、夏普等一些智能电视设备厂商也推出了基于Android TV的产品。

## 功能
Android TV为数字媒体播放器（包括机顶盒）和智能电视提供软件框架和基本的应用软件。Android TV的主界面允许上下滚动，横向排列同组的内容。
Android TV 平台目前拥有的功能以及支持的平台有：
- Google Cast：類似於 Chromecast，可將 Chromebook、Android 的显示投放到電視上觀賞，且串流內容會在 Android 裝置間保持同步。
- Google Assistant（取代Google Now語音搜尋）
- Google Play Games（遊戲）
- Google Play Movies & TV（电影与电视剧）
- 第三方Android應用程式支援

## Google TV 使用者介面
Google於2020年推出一個經改良的Android TV使用者介面，稱為「Google TV」（與在2014年停止開發的同名智能電視平台無關）。首個搭載此介面的裝置為在2020年9月30日推出的「Chromecast with Google TV」，同日Google Play Movies & TV應用程式亦更名為Google TV。Google TV使用者介面與Android TV原有介面相比，側重個人化元素，透過用戶的觀看習慣和訂閱內容，去建議符合他們喜好的節目，節省用戶搜尋的時間。截至2022年，搭載此介面的智能電視廠商包括 Sony、TCL等。

## 设备类型

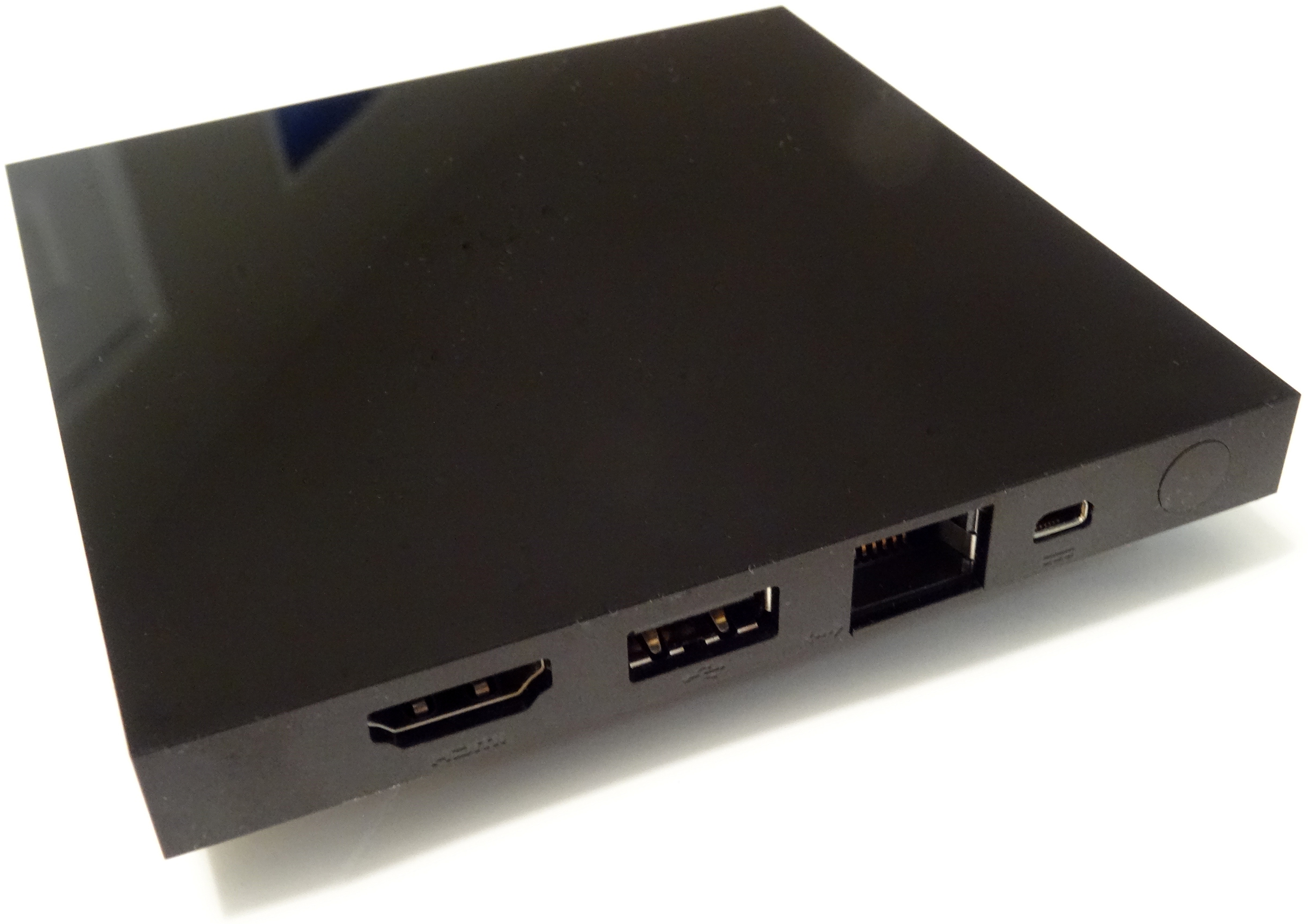
Android TV的開發者裝置 「ADT-1」

### 投影器
在投影器上安裝上Android TV，與電視無異，代表有電視盒接著投影機。目前BenQ、EPSON、小米等品牌已推出搭載Android TV 系統的投影機。

### 数字媒体播放器
数字媒体播放器需要外接显示器或者电视来提供多媒体视听服务。第一款基于Android TV系统的产品Nexus Player就是一款数字媒体播放器而非电视机。基于Android TV的数字媒体播放器还有Nvidia Shield TV、小米盒子国际版、Now E等。

### 机顶盒
一些电信运营商提供基于Android TV的机顶盒，例如韩国LG U+的U+ tvG Woofer、U+ tvG 4K UHD、法国运营商Free的Freebox Mini 4K、法国布依格电信的BBox Miami。
美国卫星广播运营商Dish Network在2017年发布了一款基于Android TV的机顶盒，名为AirTV Player。通过它可以使用同一家公司推出的Sling TV网络电视服务。该机顶盒上如果安装接收器和天线的话，还可以收看地面数字电视（ATSC制式）节目。

### 电视
2014年Google I/O期间，Google宣布索尼、夏普和TP Vision/飛利浦将在2015年推出集成Android TV的智能电视。Android平台已经包含TV Input Framework，支持一些电视专用功能（如电视输入）。
索尼在2015年的消费电子展上展示了基于Android TV平台的BRAVIA品牌新产品。夏普基于Android TV的产品在2015年6月面市。飞利浦则宣布其2015年的产品中80%以上会使用Android TV系统。
Google在2016年宣布与更多的电视品牌合作，包括Arçelik（土耳其）、铂傲、海信、RCA、TCL、Vestel（土耳其）。